# Apisa grisescens
Apisa grisescens là một loài bướm đêm thuộc phân họ Arctiinae, họ Erebidae.